# Championnat du Ghana de football 2000
Navigation
Saison précédente Saison suivante
La saison 2000 du Championnat du Ghana de football est la quarante-et-unième édition de la première division au Ghana, la Premier Division. Elle regroupe, sous forme d'une poule unique, les seize meilleures équipes du pays qui se rencontrent deux fois, à domicile et à l'extérieur. En fin de saison, les deux derniers du classement sont relégués et remplacés par les deux meilleures formations de deuxième division tandis que le 14e doit passer par un barrage de promotion-relégation face au 3e de D2.
C'est le club de Hearts of Oak SC, triple tenant du titre, qui remporte à nouveau le championnat cette saison après avoir terminé en tête du classement final, avec cinq points d'avance sur Goldfields SC et onze sur King Faisal Babies. C'est le quinzième titre de champion du Ghana de l'histoire du club, qui réussit un troisième doublé consécutif en s'imposant face à Okwahu United en finale de la Coupe du Ghana. La saison 2000 de Hearts est complétée par un succès historique en Ligue des champions.

## Les clubs participants
| - Hearts of Oak SC - Asante Kotoko - Goldfields SC - Great Olympics - Real Tamale United - King Faisal Babies - Brong Ahafo United - Promu de D2 - Power FC | - Ghapoha Readers - Kwaebibirem Stars - Promu de D2 - Cape Coast Dwarfs - Dawu Youngstars - Sekondi Hasaacas - Okwahu United - Liberty Professionals - Bofoakwa Tano FC |

## Compétition
Le barème de points servant à établir les classements se décompose ainsi :
- Victoire : 3 points
- Match nul : 1 point
- Défaite : 0 point

### Classement
| Rang | Équipe                    | Pts | J  | G  | N  | P  | Bp | Bc | Diff |
| ---- | ------------------------- | --- | -- | -- | -- | -- | -- | -- | ---- |
| 1    | Hearts of Oak SCC1 T C -3 | 57  | 30 | 18 | 6  | 6  | 57 | 29 | +28  |
| 2    | Goldfields SC             | 52  | 30 | 15 | 7  | 8  | 31 | 20 | +11  |
| 3    | King Faisal Babies        | 46  | 30 | 13 | 7  | 10 | 37 | 29 | +8   |
| 4    | Liberty Professionals     | 43  | 30 | 13 | 4  | 13 | 43 | 37 | +6   |
| 5    | Asante Kotoko -3          | 43  | 30 | 13 | 7  | 10 | 39 | 31 | +8   |
| 6    | Okwahu United             | 41  | 30 | 10 | 11 | 9  | 31 | 27 | +4   |
| 7    | Real Tamale United        | 41  | 30 | 12 | 5  | 13 | 28 | 33 | -5   |
| 8    | Bofoakwa Tano FC          | 40  | 30 | 11 | 7  | 12 | 32 | 36 | -4   |
| 9    | Ghapoha Readers           | 40  | 30 | 11 | 7  | 12 | 31 | 35 | -4   |
| 10   | Sekondi Hasaacas          | 38  | 30 | 10 | 8  | 12 | 31 | 33 | -2   |
| 11   | Kwaebibirem Stars         | 38  | 30 | 11 | 5  | 14 | 28 | 43 | -15  |
| 12   | Great Olympics -3         | 37  | 30 | 10 | 10 | 10 | 29 | 32 | -3   |
| 13   | Dawu Youngstars           | 36  | 30 | 8  | 12 | 10 | 33 | 38 | -5   |
| 14   | Power FC                  | 35  | 30 | 8  | 11 | 11 | 26 | 30 | -4   |
| 15   | Cape Coast Dwarfs         | 34  | 30 | 8  | 10 | 12 | 34 | 42 | -8   |
| 16   | Brong Ahafo UnitedP       | 27  | 30 | 6  | 9  | 15 | 20 | 35 | -15  |

|  | Qualification pour la Ligue des champions de la CAF 2001                                                                                      |
|  | Qualification pour la Coupe des Coupes 2001                                                                                                   |
|  | Qualification pour la Coupe de la CAF 2001 |
|  | Participation au barrage de promotion-relégation                                                                                              |
|  | Relégation directe en deuxième division |
|  | C1 : Vainqueur de la Ligue des champions de la CAF 2000 T : Tenant du titre C : Vainqueur de la Coupe du Ghana P : Promu de deuxième division |

Hearts of Oak, Asante Kotoko et Great Olympics ont reçu une pénalité de 3 points :
- Great Olympics pour forfait lors de la 2e journée face à King Faisal Babies
- Hearts of Oak pour forfait lors de la 30e journée face à Dawu Youngstars
- Asante Kotoko pour abandon lors de la 22e journée face à Okwahu United

### Matchs

#### Barrage de promotion-relégation
| Équipe 1 | Résultat | Équipe 2              |
| -------- | -------- | --------------------- |
| Power FC | 1 - 2    | (D2) Adansiman Obuasi |

## Bilan de la saison
| Championnat du Ghana de football 2000 |                              |
| Champion                              | Hearts of Oak SC (15e titre) |
| Coupes et trophées                    |                              |
| Vainqueur de la Coupe du Ghana 2000   | Hearts of Oak SC             |
| Qualifications continentales          |                              |
| Ligue des champions de la CAF 2001    | Hearts of Oak SC (tenant)    |
| Coupe des Coupes 2001                 | Okwahu United                |
| Coupe de la CAF 2001                  | Goldfields SC                |
| Promotions et relégations             |                              |
| Promus en Premier League              | Berekum Arsenal              |
| Promus en Premier League              | Suhum Maxbees FC             |
| Promus en Premier League              | Adansiman Obuasi             |
| Relégués en Second League             | Power FC                     |
| Relégués en Second League             | Cape Coast Dwarfs            |
| Relégués en Second League             | Brong Ahafo United           |